# Constantin Vaeni
Constantin Vaeni (n. 13 de mayo de 1942, Bucarest) es un director, guionista y actor rumano. 

## Carrera profesional
Su primera relación con el cine tuvo lugar en 1956 como actor en "Ora H" y luego en "Dincolo de brazi" (1958), dirigida por Mircea Drăgan y Mihai Iacob, sobre un grupo de soldados rumanos que evitaron en el otoño de 1944 junto con los habitantes de un pueblo de montaña, la retirada de una unidad alemana. El adolescente Constantin Vaeni apareció como actor en esa película. : p. 186  Más tarde, en 1969, se graduó de los cursos de dirección cinematográfica en IATC. 
Constantin Vaeni debutó como el segundo director de la película "Printre colinele verzi" (abril de 1971), dirigida por el escritor Nicolae Breban. : p. 234  Luego trabajó durante unos años como director de documentales, haciendo cortometrajes: "Apoi s-a născut orașul" (1972), que presentó los últimos momentos del viejo Orșove, que fue trasladado de las aguas del Danubio, : p. 272  "Suflet din sufletul neamului său", sobre la personalidad de Nicolae Bălcescu, "Play-Cupa Davis", sobre la final de la Copa Davis en la que jugaron Ilie Năstase e Ion Țiriac, "Începuturi", (sobre la distribución de recién graduados universitarios por tierras de Tulcea, de Bihor, de Braila y de Vrancea, sobre el trasfondo musical de una balada cantada por Tudor Gheorghe) y finalmente "Lungul drum al pâinii către casă", una película sobre la curación de la Gran Isla de Braila y la transformación del estanque en tierra cultivable.  : p. 273 
Luego pasó al largometraje en febrero de 1975, realizando la película "Zidul", que presentaba "un verdadero ritual del confinamiento, con consecuencias: psíquicas, moral-volitivas, físicas" de un joven (Gabriel Oseciuc) que imprimió solo, aislado durante unos meses en una habitación construida, el periódico clandestino Rumania libre. : p. 257  Le siguieron las películas "Buzduganul cu trei peceți" (1977), una versión politizada de los acontecimientos que condujeron en 1600 a la unificación de las tres provincias rumanas, con Victor Rebengiuc en el papel de Mihai Viteazul,  : p. 257  "Vacanța tragică" (1979), inspirada en la novela Nada Florilor de Mihail Sadoveanu, sobre un conflicto con un final trágico entre los combatientes socialistas y las fuerzas policiales durante el levantamiento campesino de 1888,  : p. 257  y Ancheta (1980), una película de actualidad.  : p. 258 
La película "Imposibila iubire" (1984), adaptación de la novela "Intrusul" de Marin Preda, preservando el espíritu de la obra literaria. : p. 319  En la filmografía del director siguieron a "Acasă" (1985),  : p. 309  sobre un joven trabajador de la construcción (banerban Ionescu) que está perturbado por el deseo de regresar a su ciudad natal,  : p. 363  y "Drumeț în calea lupilor" (1988),  : p. 310  que presenta las últimas horas de la vida del historiador patriótico Nicolae Iorga (interpretado por Valentin Teodosiu).  : p. 396 
También realizó otros documentales: "Teatrul cel Mare" (1979), que rindió homenaje a los grandes actores del teatro rumano, : p. 296  "Campionii" (1981), una película sobre los grandes deportistas rumanos de las últimas tres décadas,  : p. 342  y "După 20 de ani, Orșova" (1989).  : p. 372  También apareció como actor en la película "Ultimele zile ale verii" (1976) de Savel Stiopul.  : p. 286 
Después de la Revolución de diciembre de 1989, Constantin Vaeni fue director del "Gamma" Creation Studio (1990-1993) y miembro del National Audiovisual Council (1993). 

## Filmografía (director de escena)
- Zidul (1975)
- Buzduganul cu trei peceți (1977)
- Vacanță tragică (1979)
- Ancheta (1980)
- Imposibila iubire (1984)
- Acasă (1984)
- Drumeț în calea lupilor (1988)

## Documentación
- Apoi s-a născut orașul (1972)
- Cupa Davis (1972)
- Începuturi (1973)
- Suflet din sufletul neamului său (1974)
- Lungul drum al pâinii către casă (1974)
- Igiena termoreglării (1975)
- Ion Jalea (1978)
- Teatrul cel Mare (1979)
- Aproape totul despre grâu (1979)
- Campionii (1981)
- Sub semnul tragic al vitezei (1981)
- Bacăul turistic (1981)
- Cablul românesc (1982)
- Eficiență-calitate-rapiditate (1984)
- IPSUIC Satu Mare (1985)
- Cursa ilegală (1987)
- După 20 de ani, Orșova (1989)

## Premios
Fue distinguido por la Asociación Rumana de Cine (ACIN) con el premio Opera Prima por el cortometraje. "Aproape totul despre grâu" (1972), : p. 12  con el premio al documental con la película "Aproape totul despre grâu" (1979)  : p. 38  y con el premio especial del jurado de la película "Imposibila iubire" (1984).  : p. 61 
También ganó el premio especial del Festival Internacional de Tesalónica (1972), Premio Copa de cristal para corto documental "Aproape totul despre grâu" y "Lungul drum al pîinii către casă" (1979), premio ACIN debut (1975) y el Gran Premio del Festival Internacional Tînărul film politic european en Bruselas (1978) para "Zidun", el premio por dirigir en el Festival de Cine Costinesti y el Gran Premio del Festival Internacional de la película vanguardista no realista de Avellino (1984) por la película "Imposibila iubire". 
Distinguido (en 2002) por el Ministerio de Cultura y Asuntos Religiosos y por el Centro Nacional de Cinematografía con el Premio a la Excelencia. Distinguido con la Orden Nacional "Servicio Fiel" en el rango de caballero (2002). Películas artísticas "Zidul", "Buzduganul cu trei peceți" y "Drumeț în calea lupilor" eran parte de las selecciones de festivales internacionales de Moscú, Teherán y El Cairo, respectivamente, de Montreal. 

## Lectura suplementaria
- Căliman, Călin, La historia de la película rumano, Casa editorial Contemporáneo, Bucarest, 2011.